# José Mario Escobar Serna
José Mario Escobar Serna (* 21. November 1927 in Santa Bárbara; † 10. Juni 2005) war ein kolumbianischer römisch-katholischer Geistlicher und Bischof von Palmira.

## Leben
José Mario Escobar Serna empfing am 1. November 1953 das Sakrament der Priesterweihe.
Am 20. Juni 1974 ernannte ihn Papst Paul VI. zum Titularbischof von Urbs Salvia und zum Weihbischof im Kolumbianischen Militärordinariat. Der Erzbischof von Bogotá, Aníbal Kardinal Muñoz Duque, spendete ihm am 29. Juli desselben Jahres die Bischofsweihe; Mitkonsekratoren waren der Erzbischof von Medellín, Tulio Botero Salazar CM, und der emeritierte Bischof von Zipaquirá, Buenaventura Jáuregui Prieto.
Papst Johannes Paul II. bestellte ihn am 3. Mai 1982 zum Koadjutorbischof von Palmira. Am 20. August 1983 wurde José Mario Escobar Serna in Nachfolge von Jesús Antonio Castro Becerra, dessen altersbedingtes Rücktrittsgesuch am selben Tag angenommen worden war, Bischof von Palmira.
Am 13. Oktober 2000 nahm Papst Johannes Paul II. das vorzeitige Rücktrittsgesuch von José Mario Escobar Serna an.